# Atractus ayeush
Atractus ayeush là một loài rắn trong họ Colubridae. Loài này được Esqueda mô tả khoa học đầu tiên năm 2011.